# Atelier Renoir
L’atelier Renoir se situe à Essoyes en Champagne-Ardenne dans le département français de l'Aube, où le peintre Auguste Renoir (1841-1919), un des maîtres de l’impressionnisme, séjourna et peignit les mois d'été entre 1888 et 1919.
La maison des Renoir, dans le jardin de laquelle se situe l'atelier Renoir, est labellisée Maisons des Illustres. L'atelier et la maison sont aujourd'hui accessibles au public, comme l'est un centre culturel consacré à la famille Renoir, situé dans le centre de la commune.

## Historique

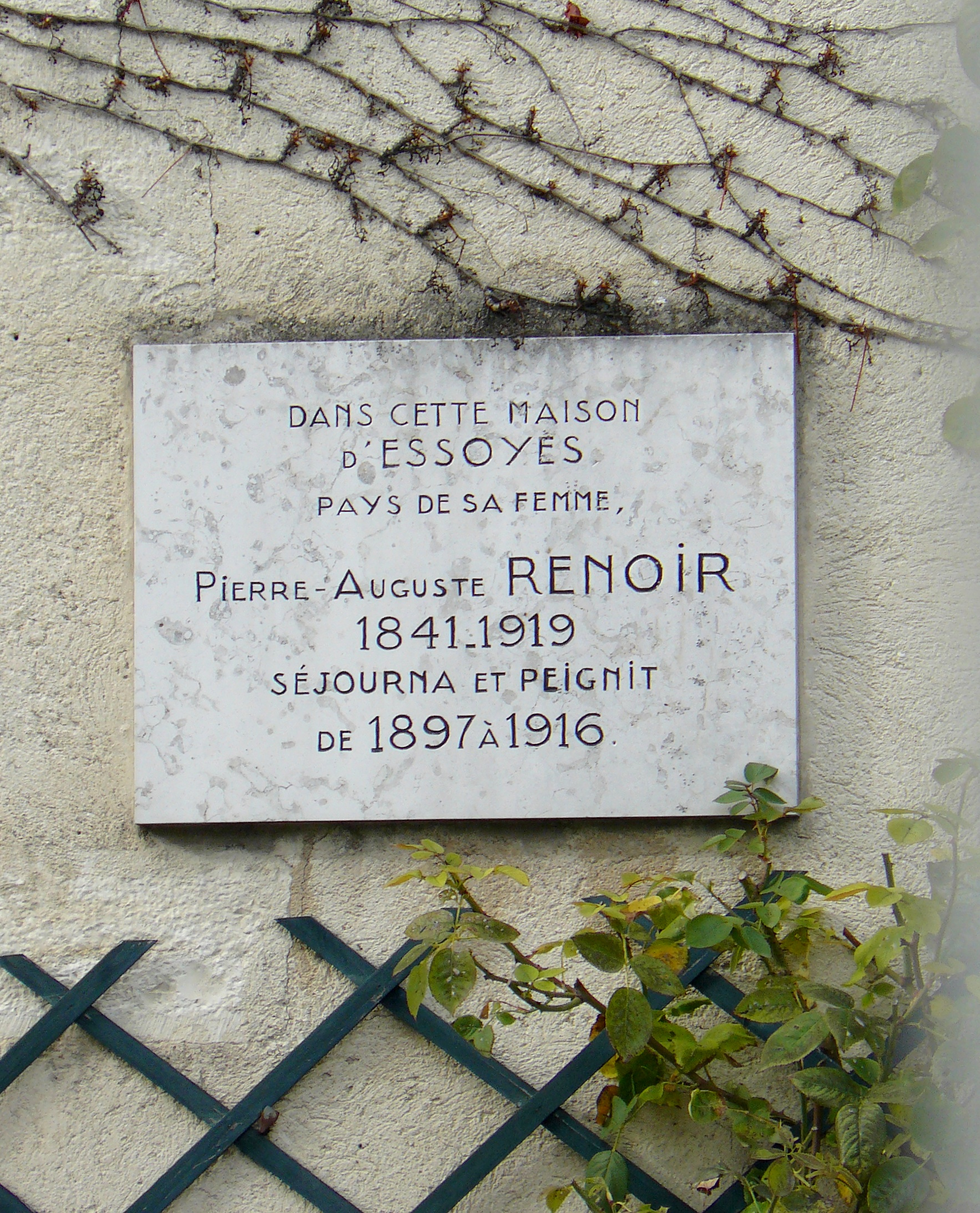
Plaque commémorative sur la maison.

Alors qu'Auguste Renoir vit au no 35 rue Saint-Georges dans le 9e arrondissement de Paris, il découvre Essoyes en 1888, village du vignoble champenois où son épouse Aline Charigot est née. Pendant son séjour, il écrit à Berthe Morisot : « Je suis en train de paysanner en Champagne pour fuir les modèles coûteux de Paris. Je fais des blanchisseuses ou plutôt des laveuses au bord de la rivière. » Quelques semaines plus tard, il confie à Eugène Manet qu'il répugne à retourner parmi « les cols raides » de Paris. Avec l'appui de sa femme, il achète une maison en 1896 à Essoyes. Renoir est pour la première fois propriétaire à l'âge de 55 ans. D'ailleurs, son dernier fils Claude Renoir naît dans cette maison le 4 août 1901. 
Il peint dans un premier temps dans sa maison où se trouve son atelier. Puis sous l'influence d'Aline, il fait construire en 1906 un autre atelier au bout du jardin « pour ne pas déranger les enfants en train de jouer ».
Chaque été, la famille Renoir se retrouve au bord de l'Ource, et Renoir y entreprend quelques-unes de ses toiles les plus importantes. Inspiré par la vie à la campagne, avec ses occupations quotidiennes, sa convivialité et son vin tranquille, Renoir réalise de nombreux tableaux ou esquisses.
C’est dans le cimetière d'Essoyes que Renoir, son épouse et ses trois fils, Pierre, Jean et Claude, reposent.

## Musée Renoir et centre culturel «Du côté des Renoir»

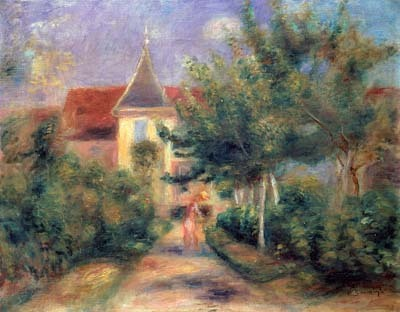
La maison d'Essoyes, peinte en 1906.

Grâce à l'association Renoir, créée en 1986 par le petit-fils du peintre, Claude Renoir, et l'épouse de ce dernier Evangéline, l'atelier Renoir est réhabilité en 1990. On y retrouve des sculptures originales, objets personnels et écrits de l'artiste.
La municipalité ouvre également au centre du village, au bord de l’Ource dans d'anciennes écuries du château d'Essoyes, le centre culturel « Du côté des Renoir », inauguré le 7 mai 2011 par le ministre de la culture Frédéric Mitterrand et le député de l'Aube, également maire de Troyes, François Baroin.
En 2013 Sophie Renoir, arrière-petite-fille du peintre, fait don de la maison familiale à la municipalité qui l'ouvre au public en 2017.
Ainsi, trois lieux consacrés au peintre impressionniste (l'atelier et la maison, le centre culturel) peuvent désormais être visités dans le village.